# Epactoides madecassus
Epactoides madecassus là một loài bọ cánh cứng trong họ Bọ hung (Scarabaeidae).